# Filialkirche Freundsam

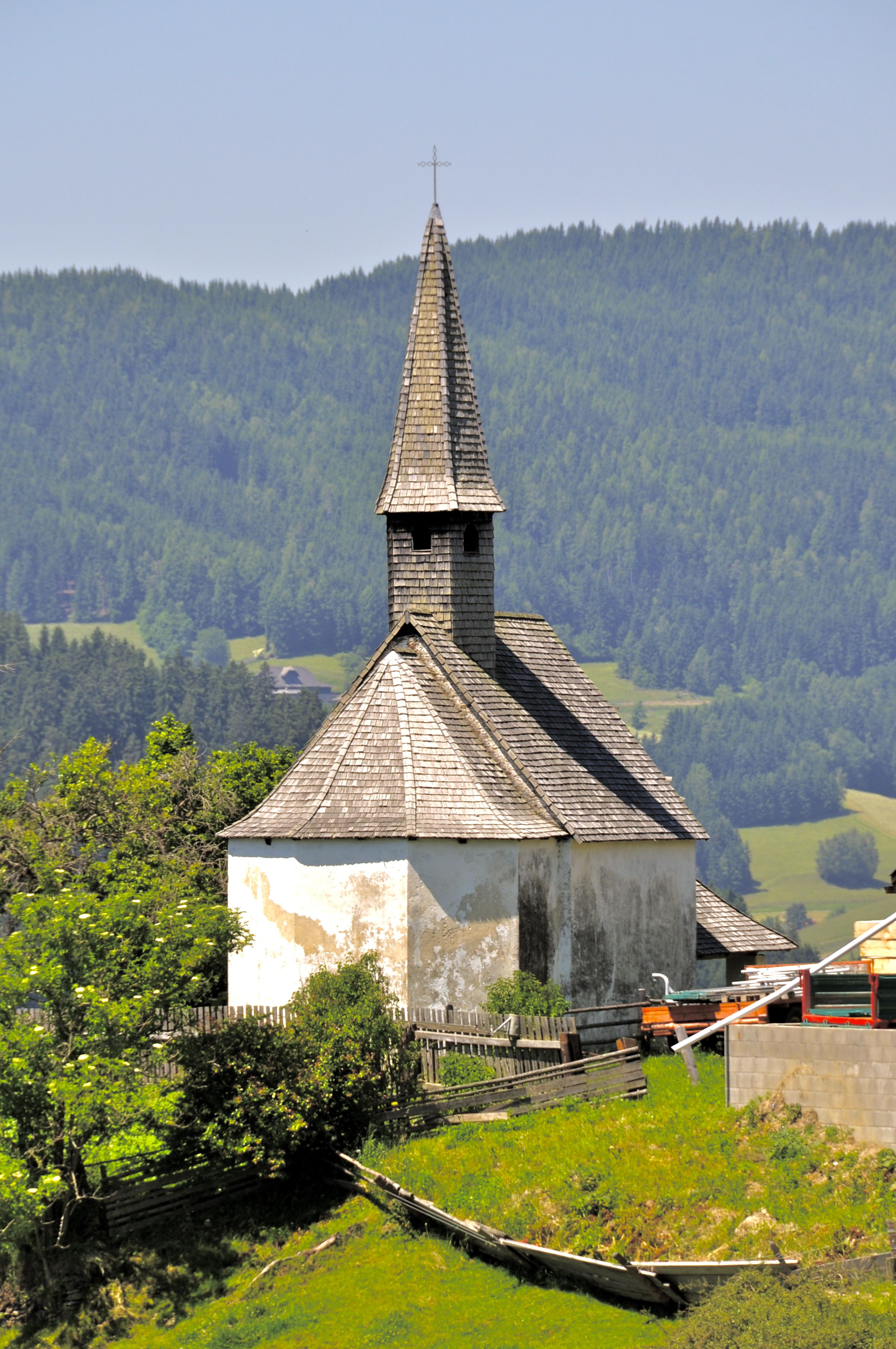
Kirche in Freundsam

Die römisch-katholische Filialkirche Freundsam hl. Johannes der Täufer steht auf einem Hügel im Weiler Freundsam in der Marktgemeinde Liebenfels in Kärnten und ist die Filialkirche der Pfarrkirche St. Nikolaus in Gradenegg. Das Kirchengebäude und der dazugehörige Friedhof stehen unter Denkmalschutz (Listeneintrag).

## Geschichte
Der in rund 1000 Meter Seehöhe gelegene Weiler Freundsam scheint 1245 als Vreundesheim erstmals urkundlich auf. Der Name weist auf eine höfische Burganlage hin, und Valvasor berichtete noch Ende des 17. Jahrhunderts von einem Schloss, von dem heute jede Spur fehlt. Die Kirche wurde um 1300 errichtet, eine Kirchweihe wurde urkundlich für das Jahr 1304 genannt. Eine Restaurierung erfolgte von 1970 bis 1972.

## Bauwerk
Dem Kirchenäußeren wurde auf dem Ostteil des in spätromanischem Stil errichteten Kirchenschiffes ein polygonaler sechsseitiger Dachreiter mit einem leicht geschweiften Spitzhelm aufgesetzt. Das Dach war ursprünglich steinplattlgedeckt und wurde 1970 nach Schäden mit Holzschindeln erneuert. An der Westseite mit dem Rundbogenportal befindet sich eine mächtige Vorlaube auf steinernen Säulen. Die Südseite hat ein romanisches Fenster und daneben ein in barockem Stil erweitertes Fenster mit geradem Sturz.
Das Kircheninnere zeigt ein Langhaus mit einer Flachdecke, einen rundbogigen Triumphbogen und den apsidenartigen, kurzen und niedrigen Chor mit 5/8-Schluss mit einem gotischen Kreuzgratgewölbe. Im Zuge einer Innenrestaurierung in den Jahren 1971/1972 wurden Reste frühgotischer Fresken aus der zweiten Hälfte des 14. Jahrhunderts freigelegt. An der Westseite der Triumphbogenwand ist eine Darstellung von Kain und Abel zu sehen, an der Nordwand ein großfiguriger Christophorus, an der Ostseite der Triumphbogenwand das Fragment einer sitzenden Gestalt, ein großer Kopf eines Heiligen und – schwer erkennbar – eine Darstellung der Taufe Christi.

## Einrichtung
Der um 1660 entstandene, mit Knorpelwerk verzierte Hochaltar wird von kannelierten Säulen eingefasst. Das Altarbild stellt den Kirchenpatron Johannes den Täufer mit Kreuzesstab und Buch dar, ein Lamm blickt zu ihm auf. Im Aufsatz zeigt ein von Knorpelwerkzier gerahmtes Rundbild Gottvater. Hinter dem Altar ist ein gotischer Wandschrank. Eine im 17. Jahrhundert angefertigte bäuerliche Johannesstatue befindet sich im Altarraum.
Zahlreich vorhandene Votivbilder zeigen die Bedeutung der Kirche als Wallfahrtsort am Anfang des 20. Jahrhunderts.